# 端平入洛
端平入洛，是指南宋在聯合蒙古帝国滅金朝之后，宋理宗下令出兵收復位于河南的原北宋東京開封府（今河南开封）、西京河南府（今河南洛阳）和南京應天府（今河南商丘）三京的軍事行動，由于糧草不濟以及沒有騎兵等原因，最终被蒙古軍大敗而退回秦嶺淮河線防線。

## 背景
端平元年（1234年），蒙宋聯軍攻金，金朝最后的都城蔡州被攻陷，金朝灭亡。武經郎、鄂州江陵府驻扎御前诸军副都统制孟珙率军队载着金哀宗的遗骨回到南宋都城临安，將金哀宗的遗骨送到太廟告慰那些被金兵欺侮過的先人。南宋全國上下一片歡欣，朝中举行了一系列的庆祝活动。
河南地區作為以往北宋三京所在，歷來為南宋所重視，但當時宋蒙之間對河南的歸屬並未做出明確的規定。蒙古大汗窩闊台考慮到糧草不足、天氣轉熱，將大軍北撤至黃河以北，河南就成了無人佔領的地區。在黃河南邊的只有大將速不台和塔察兒率領的兩支機動部隊，其餘的守備部隊都是原金兵投降蒙古後被改編的漢軍（由漢人整編成的部隊）：劉福為河南道總管，都元帥張柔屯徐州。
南宋右丞相郑清之采納了權工部尚書，兩淮制置大使兼沿江制置副使赵范、兵部侍郎，淮南東路制置使兼知揚州事赵葵兄弟提出的“踞关守河”的建议，即“西守潼关、北依黄河”与蒙古对峙，這需要收复包括東京開封府、西京河南府和南京應天府（今河南商丘）三京在内的中原地帶。但主持灭金之战的太中大夫、戶部侍郎、京湖制置使史嵩之，宣奉大夫、知樞密院事兼参知政事乔行简、刚因史彌遠死去而入朝得到重用的顯謨閣侍制、權戶部尚書真德秀、枢密院副都承吴渊，總領淮西江東軍馬錢糧、專一報發御前軍馬文字吴潜等多数大臣均持反对意见，认为已經被戰亂破壞殆盡的中原地帶无法提供糧草，再加上南宋军队沒有騎兵，機動力有限，無法防御漫长的黄河防线。另外，這也會造成藉口讓蒙古向南宋宣战。
由于宋理宗急于奪回河南，且相信宋軍必勝，戰意為要，戰力次之。尤其是位於原來在西京河南府的原北宋皇帝的陵墓，于是在灭金后的四个月内，宋理宗就三次派出使者到河南拜谒祖陵并下詔支持“踞关守河”的建議。

## 過程
端平元年（1234年）六月十二日，廬州知州全子才率淮西兵万余人收復原來金朝的归德府（即北宋的南京應天府）。
蒙古軍將領塔察兒早就聞報宋軍北進，便率所部蒙古兵退到黃河以北，故意向宋軍示弱，以引誘宋軍深入。撤退之前，蒙古人事先掘開黃河南岸的金朝河堤，造成兩淮一帶出現大片黃泛區。從壽春到汴京一帶，有些道路的水甚至能漫到頸部。宋軍進軍過程非常艱辛，後勤補給線被嚴重破壞，運糧隊得繞過兩淮黃泛區才能抵達河南境內。
七月二日，全子才軍抵達汴京郊外二十里紮營，為蒙古防守開封城的原金朝降將李伯淵殺死主帥崔立，以城來獻。
七月五日，全子才率宋軍進入汴京城，實現了岳飛等抗金將領一輩子都沒有實現的夢想。然而他們看到的，已不是《清明上河圖》中那座繁華的都市。曾經超過百萬的人口只剩守軍六百餘人、居民一千多家，只有大相國寺和原北宋宮殿變化不大。
抵達開封後，由於沿途市井殘毀，白骨蔽野，加上後勤補給線被洪氾所破壞，全子才軍的糧食供給面臨著巨大困難。因而多數士兵只得在原地等待糧食，而以偏師攻鄭州、陳州（今河南淮陽）、蔡州（今河南汝陽）等地。宋軍所到之地，為蒙古守城的金朝降將均望風歸附。
七月二十日，赵葵率兵五万由泗州抵达開封。他到达開封後责问全子才为何不向西京河南府（即洛陽）进军而在開封滞留半个月，全子才答“粮饷未集，无法进兵。”
京湖后方是史彌遠之姪史嵩之把持，他又拖延提供糧草的工作。另外，这两支部队一路上收复的都是空城，無法從當地百姓那里籌集糧草。
尽管如此，赵葵还是命令徐敏子率一万三千人先行，杨谊率一万五千人为接应，带了五天的口粮开赴洛陽。在宋軍前鋒離開汴京前往洛陽後，塔察兒命令部將再次渡過黃河，到洛陽東邊的龍門地區埋伏。七月末，徐敏子到達洛阳后发现全洛阳城只剩下三百余户，和一座空城無異。占領洛陽的第二天，接應的杨谊一部就在城东遭蒙古军劉亨安部伏击，几乎全军覆没。蒙古军进攻洛阳和徐敏子一軍僵持。八月初，徐敏子一軍在断粮四日的情况下被迫撤退。蒙古军趁机掩击，宋军大部被消滅。
在開封留守的赵葵与全子才得知洛陽一部惨败后，再加上粮草不济，也被迫撤軍。“端平入洛”以失敗收場。

## 影響
端平入洛行動，為蒙古大舉進攻南宋提供了口實，給南宋提早帶來了邊患。
1234年年底，蒙古使者王檝來到臨安，譴責宋廷“敗盟”。
1235年春，窩闊台遣皇子闊端和曲出出師攻宋，宋蒙戰爭全面爆發。